# Mollejitas

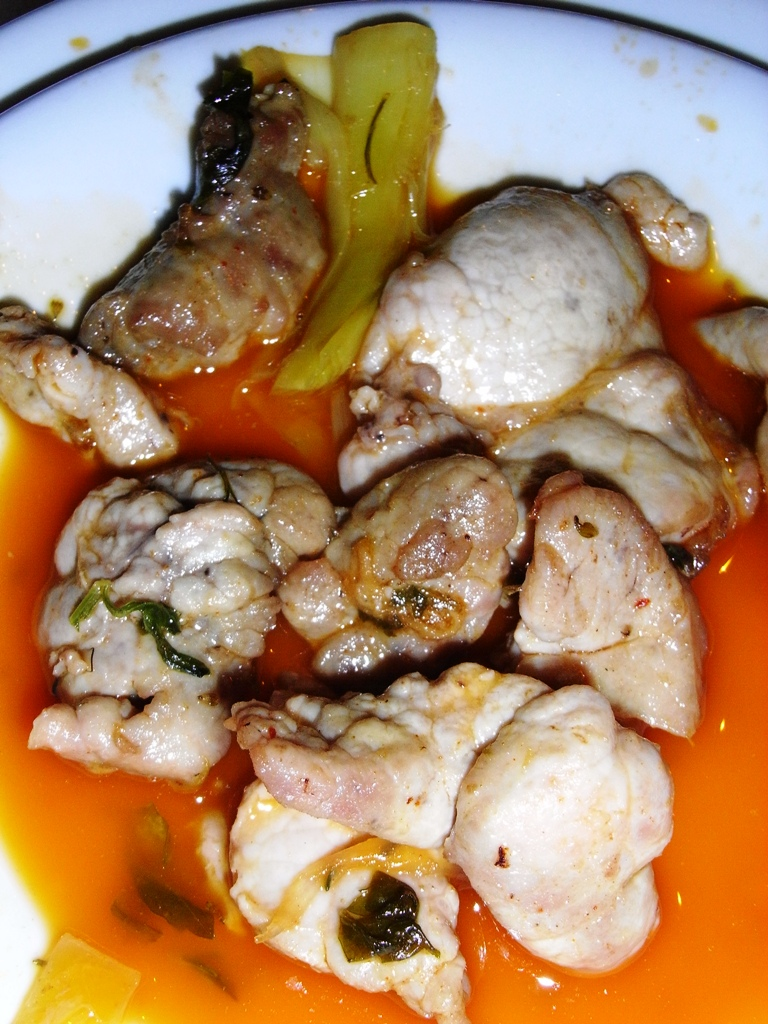
Mollejas con cipolle

La molleja è un piatto tipico e diffuso in Spagna ed America Latina. La tipica molleja è costituita dalla ghiandola timo di un bovino in Italia chiamata animella. Solitamente per l'alimentazione si utilizzano le mollejas di manzo, di agnello e di maiale. 
Gastronomicamente le mollejas vengono cucinate principalmente nel Río de la Plata (Argentina e Uruguay), ma anche in Messico, al momento di grigliare la carne. 
Corrisponde alla cottura in diverse forme del ventriglio, un'appendice carnosa situata all'inizio dell'intestino che si forma quasi sempre per infarto delle ghiandole. Il suo obiettivo è realizzare la digestione meccanica in alcuni gruppi di vertebrati come, per esempio, i volatili granivori. I ventrigli si trovano nell'esofago degli animali. Quelle dei polli sono considerate viscere e hanno un prezzo molto basso sul mercato, nonostante siano molto saporite. Il loro sapore è quello della carne con un leggero fondo di viscera; una volta cucinate la loro consistenza rimane leggermente dura, ricordando le cartilagini, anche se molto più facili da masticare.
Questi tipi di piatti vengono consumati sia in paesi europei che americani. Possono essere cucinate alla griglia o cotte con sugo, o ancora fritte, a seconda del costume di ciascun luogo. In Spagna si servono nel nord del paese con una specie di sugo in una pentola di terracotta. In Argentina è un elemento che accompagna sempre la carne alla griglia ed ha un prezzo abbastanza alto. In Perù vengono utilizzati i ventrigli dei polli e degli agnelli.